# Kétszög
A kétszög kétoldalú, kétcsúcsú sokszög. Szerkesztése az euklideszi síkon elfajult, mivel a két élnek egybe kell esnie, vagy legalább egy élnek ívesnek kell lennie, azonban könnyen megszerkeszthető elliptikus térben.
A szabályos kétszög két szöge és két oldala egyenlő, Schläfli-szimbóluma {2}. Gömbön két átellenes pontot összekötő két 180°-os körívvel szerkeszthető, ahol gömbkétszöget alkot.
A kétszög a legegyszerűbb másodrangú absztrakt politóp.
A csonkolt kétszög (t{2}) a négyzet ({4}). A kétszögből a csúcsai felét eltávolítva (h{2}) képezhető egyszög ({1}).

## Euklideszi geometriában
A kétszög kétféleképpen is tekinthető euklideszi térben.
Tekinthető elfajultnak, egy szakasz kétszeres lefedésének. Ez akkor jelenik meg, ha a két él távolsága 0, például más politópok elfajult eseteinek definiálásakor: például a tetraéder kétszög alapú antiprizma. A kétszög tekinthető négyzetnek, melyből csúcsai fele váltakozva lett eltávolítva (h{4}), mivel e négyzet két átellenes csúcsa van összekapcsolva. Négyszögeket tartalmazó magasabb dimenziójú politópok csúcsai váltakozó eltávolításakor általában egy élnek tekintjük e kétszögeket.
Egy másik, végtelen nagy megjelenítés két párhuzamos, a végtelenbe tartó és ott projektíven találkozó vonalból áll, ami a két oldal pozitív távolsága esetén jelenik meg. Ez néhány elfajult politóp, például a végtelenszög-hozoéder esetén jelenik meg, mely a gömbi hozoéder végtelen sok két végtelenben lévő átellenes pontban találkozó kétszögből álló határesete végtelennél. De mivel a kétszögek csúcsai a végtelenben vannak, nem határolják zárt szakaszok, ezt nem tekintik az euklideszi sík lefedésének, noha duálisát, a másodrendű végtelenszögű lefedést (végtelen diéder) igen.

Két „szakasz”-kétszög (a négyzet két lehetséges felezése) elrendezése (fontos a csúcselrendezés)
A végtelenszög-hozoéder végtelenül keskeny kétszögekből áll

Bármely egyenes oldalakból álló kétszög szabályos, bár elfajult, mivel két oldala egyenlő hosszú, két szöge szintén egyenlő (mindkettő 0°). Így a szabályos kétszög szerkeszthető.
Egyes sokszög-definíciók nem tekintik a kétszöget valódi sokszögnek az euklideszi síkban való elfajultságuk miatt.

## Poliéderekben

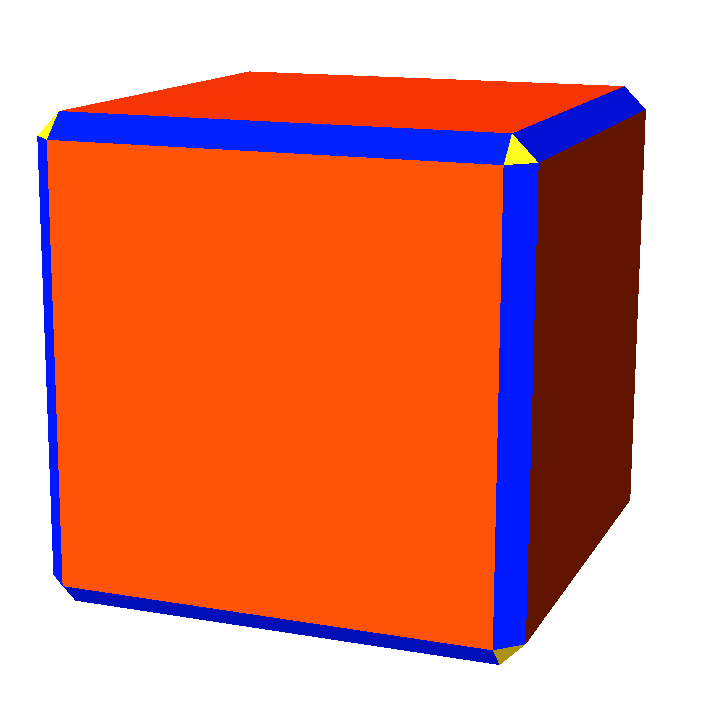
Nem uniform rombikuboktaéder kék téglalap alakú lapokkal, melyek a kockában kétszögekké válnak.

A kétszög mint poliéder lapja elfajult, mivel elfajult sokszög. Azonban néha hasznos a topológiában poliéderek transzformációjának leírásában.

## Gömbkétszögként
A gömbkétszög olyan kétszög, melynek két csúcsa egy gömb két átellenes pontja.
Az ilyen kétszögekből szerkesztett gömbi poliéder a hozoéder.

Gömbkétszög
Hat kétszögletű lap szabályos hatszöghozoéderen

## Fordítás
Ez a szócikk részben vagy egészben  a   Digon című angol Wikipédia-szócikk ezen változatának fordításán alapul.  Az eredeti cikk szerkesztőit annak laptörténete sorolja fel. Ez a jelzés csupán a megfogalmazás eredetét és a szerzői jogokat jelzi, nem szolgál a cikkben szereplő információk forrásmegjelöléseként.